# Tomopteris mortenseni
Tomopteris mortenseni är en ringmaskart som beskrevs av Augener 1927. Tomopteris mortenseni ingår i släktet Tomopteris och familjen Tomopteridae. Inga underarter finns listade i Catalogue of Life.